# Sapintus takaosus
Sapintus takaosus is een keversoort uit de familie snoerhalskevers (Anthicidae). De wetenschappelijke naam van de soort is voor het eerst geldig gepubliceerd in 1913 door Pic.